# Stenohelia profunda
Stenohelia profunda is een hydroïdpoliep uit de familie Stylasteridae. De poliep komt uit het geslacht Stenohelia. Stenohelia profunda werd in 1881 voor het eerst wetenschappelijk beschreven door Moseley. 